# Чемпионат Греции по баскетболу среди женщин 2011/2012
Чемпионат Греции по баскетболу среди женщин 2011/2012 годов являлся 45 сезоном Лиги «А1» — высшего женского баскетбольного дивизиона Греции. Чемпионом стал в четвёртый раз подряд афинский «Афинаикос».

## Регламент
Турнир проводился в два этапа
1) регулярный сезон — 12 команд с 1 октября 2011 года по 31 марта 2012 года играли между собой по круговой системе дома и на выезде.
2) плей-офф — лучшие четыре команды образовали сетку, начиная с 1/2 финала, до 3-х побед одной из команд. Особенностью розыгрыша являлось то, что в серии учитываются матчи, проведённые между командами в регулярном сезоне. К примеру, если одна команда в «регулярке» оба раза выиграла другую команду, то серия плей-офф между ними начинается со счёта 2-0.

## Участники
Греческие клубы отказались участвовать в европейских клубных турнирах.
| Клуб           | Город                  | Стадион                                |
| -------------- | ---------------------- | -------------------------------------- |
| Афинаикос      | Вирон (Афины)          | «Ergani»                               |
| Арис           | Салоники               | «Alexander Melathro»                   |
| ФЕА Неа        | Неа-Филаделфия (Афины) | «Philadelphia»                         |
| Панатинаикос   | Афины                  | «Alexandra Avenue»                     |
| Паниониос      | Неа-Смирни (Афины)     | «New Smyrna»                           |
| Аполлон (К)    | Каламарья              | «Municipal Athletic Center Kalamarias» |
| Эсперидес      | Калитея (Афины)        | «Hesperus»                             |
| ДАС Ано Лиосия | Ано-Льосия (Афины)     | «Zofrias»                              |
| ПАОК           | Пилея (Салоники)       | «P.A.O.K. Sports Arena»                |
| Кронос         | Айос-Димитриос (Афины) | «St. Demetrios»                        |
| Астерас        | Экзархия (Афины)       | «Covered Strefi»                       |
| Аполлон (П)    | Птолемаис              | «Ptolemais»                            |

## Регулярный сезон
Турнирная таблица
| Место | Команда      | И  | В  | П  | М           | Очки |
| ----- | ------------ | -- | -- | -- | ----------- | ---- |
| 1     | Афинаикос    | 22 | 22 | 0  | 1621 — 1078 | 44   |
| 2     | Эсперидес    | 22 | 17 | 5  | 1475 — 1243 | 39   |
| 3     | Панатинаикос | 22 | 16 | 6  | 1499 — 1347 | 38   |
| 4     | Паниониос    | 22 | 16 | 6  | 1559 — 1359 | 38   |
| 5     | Астерас      | 22 | 12 | 10 | 1418 — 1408 | 34   |
| 6     | Ано Лиосия   | 22 | 12 | 10 | 1420 −1372  | 34   |
| 7     | Кронос       | 22 | 9  | 13 | 1394 — 1405 | 31   |
| 8     | Арис         | 22 | 8  | 14 | 1192 — 1333 | 30   |
| 9     | ПАОК         | 22 | 7  | 15 | 1263 — 1289 | 29   |
| 10    | ФЕА Неа      | 22 | 8  | 14 | 1176 — 1358 | 29*  |
| 11    | Аполлон (К)  | 22 | 2  | 20 | 1128 — 1418 | 24   |
| 12    | Аполлон (П)  | 22 | 3  | 19 | 1011 −1546  | 24*  |

* — командам зачислены 1 техническое поражение

## Плей-аут
Арис — Аполлон (К) — 2-1 (53:52, 45:52, 63:56)
ПАОК — ФЕА Неа — 2-0 (81:34, 70:41)

## Плей-офф

### Полуфинал
| Команда #1 | Счет  | Команда #2   | 1 матч | 2 матч | 3 матч | 4 матч | 5 матч |
| ---------- | ----- | ------------ | ------ | ------ | ------ | ------ | ------ |
| Афинаикос  | 3 — 0 | Паниониос    | 75-60* | 57-49* | 81-54  |        |        |
| Эсперидес  | 2 — 3 | Панатинаикос | 64-51* | 80-87* | 75-65  | 70-75  | 75-81  |

*-матчи проведённые в «регулярном сезоне»

### Матч за 3-е место
| Команда #1 | Счет  | Команда #2 | 1 матч | 2 матч | 3 матч | 4 матч | 5 матч |
| ---------- | ----- | ---------- | ------ | ------ | ------ | ------ | ------ |
| Эсперидес  | 1 — 3 | Паниониос  | 78-53* | 69-77* | 55-79  | 70-79  |        |

*-матчи проведённые в «регулярном сезоне»

### ФИНАЛ
| 3 декабря 2011 | Отчёт | Панатинаикос                     | 44 : 73* | Афинаикос             | «Alexandra Avenue», Афины |
| 3 декабря 2011 | Отчёт | 14 : 15, 6 : 14, 15 : 25, 9 : 19 |          |                       | «Alexandra Avenue», Афины |
| 3 декабря 2011 | Отчёт | Аристеа Маглара (14)             | Очки     | Шантель Ханди (19)    | «Alexandra Avenue», Афины |
| 3 декабря 2011 | Отчёт | Ники-Мария Цакириду (10)         | Подборы  | Ольга Хациниколау (8) | «Alexandra Avenue», Афины |
| 3 декабря 2011 | Отчёт | Катерина Спатари (3)             | Передачи | Ольга Хациниколау (8) | «Alexandra Avenue», Афины |

| 10 марта 2012 | Отчёт | Афинаикос                        | 64 : 43* | Панатинаикос        | «Ergani», Афины |
| 10 марта 2012 | Отчёт | 14 : 12, 14 : 9, 18 : 7, 18 : 15 |          |                     | «Ergani», Афины |
| 10 марта 2012 | Отчёт | Майя Коцопулос (22)              | Очки     | Челси Свеерс (18)   | «Ergani», Афины |
| 10 марта 2012 | Отчёт | Ольга Хациниколау (10)           | Подборы  | Диана Дельва (10)   | «Ergani», Афины |
| 10 марта 2012 | Отчёт | Ольга Хациниколау (12)           | Передачи | Аристеа Маглара (4) | «Ergani», Афины |

| 28 апреля 2012 | Отчёт | Афинаикос                                  | 76 : 69  | Панатинаикос        | «Ergani», Афины |
| 28 апреля 2012 | Отчёт | 18 : 21, 15 : 7, 12 : 14, 13 : 16, 18 : 11 |          |                     | «Ergani», Афины |
| 28 апреля 2012 | Отчёт | Катерина Сотириу (24)                      | Очки     | Диана Дельва (19)   | «Ergani», Афины |
| 28 апреля 2012 | Отчёт | Ольга Хациниколау (12)                     | Подборы  | Афродити Косма (17) | «Ergani», Афины |
| 28 апреля 2012 | Отчёт | Лолита Лимура (4)                          | Передачи | Аристеа Маглара (2) | «Ergani», Афины |

*-матчи проведённые в «регулярном сезоне»

## Итоговое положение
| Афинаикос | Фросо Влачу, Демитра Каленцу, Данаи Камену, Зои Кечаига, Софья Кириакопуло, Майя Коцопулос, Лолита Лимура, Вера Перостийска, Катерина Сотириу, Васо Тремикаци, Катерина Халикия, Шантель Ханди, Ольга Хациниколау Главный тренер — Аданасис Адамопулос |

- Панатинаикос
- Паниониос
- 4. Эсперидес
- 5. Астерас
- 6. Ано Лиосия
- 7. Кронос
- 8. Арис
- 9. ПАОК
- 10. ФЕА Неа
- 11. Аполлон (К)
- 12. Аполлон (П)

## Лучшие
По версии сайта Eurobasket.com
| Самый ценный игрок           |
| ---------------------------- |
| Латойя Уильямс («Эсперидес») |

Символическая пятёрка турнира
- Ольга Хациниколау («Афинаикос»)
- Коллен Планета («Ано Лиосия»)
- Шантель Ханди («Афинаикос»)
- Диана Дельва («Панатинаикос»)
- Латойя Уильямс («Эсперидес»)

## Лидеры сезона по средним показателям за игру
| Показатель                   | Игрок              | Команда      | Статистика |
| ---------------------------- | ------------------ | ------------ | ---------- |
| Очки в среднем за игру       | Латойя Уильямс     | «Эсперидес»  | 23.0       |
| Подборов в среднем за игру   | Латойя Уильямс     | «Эсперидес»  | 13.6       |
| Передач в среднем за игру    | Марианна Аксиопулу | «Паниониос»  | 5.4        |
| Перехватов в среднем за игру | Иоанна Диела       | «Ано Лиосия» | 2.7        |
| Блок-шотов в среднем за игру | Коллен Планета     | «Ано Лиосия» | 1.9        |

## Событие
18 февраля 2012 года баскетболистки «Афинаикоса» одержали 91-ю (!) победу подряд во внутреннем первенстве, обыграв «Кронос» со счётом — 82:61. Представители «Книги рекордов Гиннесса» зафиксировали это рекордное достижение. С 2008 года команда из Афин является непобедимой, данная серия продолжается и по окончании сезона составляет уже 98 побед.